# Afrolidia alula
Afrolidia alula är en insektsart som beskrevs av Nielson 1992. Afrolidia alula ingår i släktet Afrolidia och familjen dvärgstritar. Inga underarter finns listade i Catalogue of Life.